# Partido Popular (Seicheles)

Logo do SPUP de 1964 até 1991.

O Partido Popular (crioulo seichelense: Parti Lepep, PL; inglês: People's Party) é um partido político nas Seicheles. Publica um jornal chamado The People. Era conhecido como Frente Progressista do Povo de Seicheles (Seychelles People's Progressive Front) (em francês:  Front Progressiste du Peuple Seychellois) até junho de 2009.